# 淋巴细胞减少症
淋巴细胞减少症（英语：Lymphocytopenia或Lymphopenia）也称淋巴细胞缺乏症或淋巴球减少症，是指血液中淋巴细胞水平过低的情况。淋巴细胞是一种在免疫系统中具有重要功能的白细胞。与此病相反的是淋巴细胞增多症，它指的是血液中淋巴细胞水平过高的情况。
当所有类型的血细胞总数减少时，淋巴细胞减少症可能会作为全血细胞减少症的一部分存在。

## 分类
在某些情况下，淋巴细胞减少症可以根据减少的淋巴细胞种类进一步分类。如果所有三种淋巴细胞都受到抑制，则使用该术语而无需进一步限定。
- 在T淋巴细胞减少症中，T淋巴细胞的数量太少，但其他淋巴细胞数量正常。它会导致并表现为T细胞缺乏症。这通常是由HIV感染引起的（导致艾滋病），但也可能是感染原发性CD4+淋巴细胞减少症（ICL）。ICL是一种非常罕见的异质性疾病，定义为在没有任何已知免疫缺陷的情况下（如感染HIV或化疗）CD4+T细胞的数量低于300个细胞/μL。[3]
- 在B淋巴细胞减少症中，B淋巴细胞的数量太少，但其他淋巴细胞的数量可能正常。它会导致并表现为体液免疫缺陷。这通常是由抑制免疫系统的药物引起的。[來源請求]
- 在NK淋巴细胞减少症中，自然杀伤细胞（NK细胞）的数量太少，但其他淋巴细胞数量正常。这是非常罕见的。[來源請求]

## 成因
暂时性淋巴细胞减少症的最常见原因是近期感染，例如普通感冒。
淋巴细胞减少症（不是原发性CD4+淋巴细胞减少症）与使用皮质类固醇、感染HIV或其他病毒、细菌及真菌病原体、营养不良、全身性红斑狼疮、重度压力、剧烈或长时间的体能锻炼（由于皮质醇释放）、患有类风湿性关节炎 、结节病、多发性硬化症和医源病（由其他医学治疗引起）等病症有关。
淋巴细胞减少症是许多类型的化疗（例如细胞毒性药物或免疫抑制药物）的常见暂时性结果。一些已经扩散到骨髓的恶性肿瘤，如白血病或晚期霍奇金淋巴瘤，也会引起淋巴细胞减少症。
感染淋巴细胞减少症的另一个原因是感染甲型流感病毒H1N1亞型（以及甲型流感病毒的其他亚型），并且通常与单核细胞增多有关。H1N1是西班牙流感、2009年H1N1流感大流行和2016年巴西流感流行的罪魁祸首。除此之外，SARS也会引起淋巴细胞减少症。截至2020年1月29日，在中国武汉实验室确诊的COVID-19患者中，83.2%的患者在入院时出现淋巴细胞减少症。
大剂量的辐射，例如与核事故有关的辐射或全身放射治疗，也可能会导致淋巴细胞减少症。

## 诊断
当全血细胞计数显示淋巴细胞的数量低于适合年龄的参考区间（例如，成人低于1.0 x 10(9)/L）时，诊断为淋巴细胞减少症。

## 预后
一旦感染清除，由感染引起的淋巴细胞减少症往往会消退。但感染原发性CD4+淋巴细胞减少症的患者的CD4+细胞的数量可能过低但稳定，或者过低而且进行性下降， 后一种情况是终结性的。

## 其他动物
由猫白血病病毒和猫免疫缺陷病毒逆转录病毒感染引起的淋巴细胞减少症可用淋巴细胞T细胞免疫调节剂治疗。